# Академическая (железнодорожная станция)
Академическая — железнодорожная станция в Вышневолоцком городском округе Тверской области.

## География
Находится в центральной части Тверской области на расстоянии приблизительно 18 км по прямой на северо-запад от вокзала железнодорожной станции Вышний Волочёк у железнодорожной линии Москва—Санкт-Петербург.

## История
Станция (тогда Зареченская) была открыта в 1851 году, название дано по ближайшей деревне. Нынешнее название появилось еще в XIX веке. До 2019 года входила в состав ныне упразднённого Коломенского сельского поселения Вышневолоцкого муниципального района.

## Население
Численность населения составляла 428 человек (русские 99 %) в 2002 году, 360 в 2010.